# Aeshna grandis
Aeshna grandis (Linnaeus, 1758)  je vrsta iz familije Aeshnidae. Srpski naziv ove vrste je Veliki kraljević.

## Opis vrste
Gornja strana tela oba pola je tamnobraon. Sa bočne strane trbuha mužjaka vidi se niz plavih tačkica, koje su kod ženke žute. Kod oba pola, bočno na grudima, se nalaze dve žute crte. Na trećem telesnom segmentu mužjaka, za razliku od ženke, postoji suženje. Gornja strana očiju oba pola je plavičasta, kod mužjaka nešto intenzivnije plava nego kod ženki. Krila oba pola su tonirana zlatno-braon, providna i s braon, izduženom pterostigmom.

## Stanište
Razni tipovi hladnih voda, obraslih obala i bogatih vodenom vegetacijom (planinska je zera, okuke i virovi većih planinskih reka i sl.). Mogu se videti i kako lete daleko od vode, u šumama.   

## Životni ciklus
Nakon parenja mužjak i ženka se odvajaju i ženka sama polaže jaja u vodene biljke. Nakon završenog razvića larvi izležu se odrasle jedinke koje ostavljaju svoju egzuviju na obalnim biljkama ili granju.

## Sezona letenja
Sezona letenja traje od kraja maja do početka oktobra.

## Spoljašnje veze
- „Aeshna grandis”. British Dragonfly Society. Приступљено 27. 5. 2011.